# Мойинтинська селищна адміністрація
Мойинти́нська селищна адміністрація (каз. Мойынты кенттік әкімдігі, рос. Мойынтинская поселковая администрация) — адміністративна одиниця у складі Шетського району Карагандинської області Казахстану. Адміністративний центр — селище Мойинти.
Населення — 1870 осіб (2021; 2284 у 2009, 2923 у 1999, 3470 у 1989).
Станом на 1989 рік існували Мойинтинська селищна рада (смт Мойинти) та Акбулацька сільська рада (села Акбулак, Миржикбай) ліквідованого Агадирського району. До 2007 року існували Мойинтинська селищна адміністрація (селище Мойинти, село Кіїк, селища Аркарлик, Аршагіл) та Акбулацький сільський округ (села Акбулак, Миржикбай). Після чого вони були об'єднані (частина території Акбулацького округу передана до складу Акжальської селищної адміністрації), а село Кійкти, селища Аркарли та Акшагіл утворили окремий Кійктинський сільський округ.

## Склад
До складу округу входять такі населені пункти:
| Населений пункт | Населення, осіб (1989) | Населення, осіб (1999) | Населення, осіб (2009) | Населення, осіб (2021) |
| --------------- | ---------------------- | ---------------------- | ---------------------- | ---------------------- |
| Акбулак, село   | 852                    | 287                    | 49                     | 10                     |
| Миржикбай, село | 195                    | -                      | -                      | -                      |
| Мойинти, селище | 2423                   | 2636                   | 2235                   | 1860                   |